# Ryō Kubota (Fußballspieler, 2001)
Ryō Kubota (jap. 窪田 稜, Kubota Ryō; * 5. Januar 2001 in der Präfektur Chiba) ist ein japanischer Fußballspieler.

## Karriere
Ryō Kubota erlernte das Fußballspielen in der Schulmannschaft der Seiritsu Gakuen High School. Seinen ersten Profivertrag unterschrieb er 2019 bei Zweigen Kanazawa. Der Verein aus Kanazawa, einer Großstadt in der Präfektur Ishikawa auf Honshū, der Hauptinsel Japans, spielte in der zweithöchsten japanischen Liga, der J2 League. Am 1. August 2021 wechselte er auf Leihbasis zum Drittligisten FC Gifu. Für den Verein aus Gifu bestritt er 42 Drittligaspiele. Nach der Ausleihe wurde Kubota im Februar 2023 fest von Gifu unter Vertrag genommen. Nach einer Saison wechselte er im Januar 2024 zum Zweitligaaufsteiger Ehime FC.